# Тау Геркулеса
Тау Геркулеса (лат. τ Herculis), 22 Геркулеса (лат. 22 Herculis), HD 147394 — тройная звезда в созвездии Геркулеса на расстоянии (вычисленном из значения параллакса) приблизительно 317 световых лет (около 97,1 парсек) от Солнца.

## Характеристики
Первый компонент (HD 147394A) — бело-голубая пульсирующая переменная звезда спектрального класса B5IV, или B5. Видимая звёздная величина звезды — от +3,86m до +3,83m. Масса — около 4,918 солнечных, радиус — около 4,414 солнечных, светимость — около 317,03 солнечных. Эффективная температура — около 14106 K.
Второй компонент — красный карлик спектрального класса M. Масса — около 111,37 юпитерианских (0,1063 солнечной). Удалён в среднем на 2,543 а.е..
Третий компонент (HD 147394B) — жёлтая звезда спектрального класса G. Видимая звёздная величина звезды — +14,6m. Эффективная температура — около 5096 K. Удалён на 6,7 угловой секунды.

## Свойства
Тау Геркулеса имеет спектральную классификацию B5IV и является бело-голубым субгигантом, в семьсот раз более яркая, чем Солнце. Её традиционное название Рукбалгети Шемали имеет арабское происхождение и разделяет некоторые этимологические характеристики со звёздами Рукбах и Зубен эль Шемали, обозначая «северное колено» Геркулеса. Её масса в 4,9 раза больше солнечной. Хотя её видимая звёздная величина составляет всего 3,89m, её абсолютная звёздная величина, как и всех звёзд В-класса −1.0m. Измерения, проведённые спутником Hipparcos, позволили оценить расстояние до звезды примерно в 96 парсек от Земли или в 310±20 световых лет.
Общая болометрическая яркость, в 700 раз больше солнечной. Как и все звёзды этого спектрального класса, она очень яркая.

## Полярная звезда

Смещение северного полюса на фоне неподвижного неба эпохи J2000.0 при лунно-солнечной и планетной прецессии для интервала времени от 48000 г. до н. э. до 52000 г. н. э.. Что показывает соответствующую смену полярных звёзд.

Тау Геркулеса — одна из восьми ярких звёзд в северном полушарии, претендующих на звание «Полярной звезды» в течение прецессионного цикла Земли за 26 000 лет.
Тау Геркулеса в настоящее время имеет склонение 46ч 18м 48с, но из-за эффектов прецессии Тау Геркулеса была ближайшей звездой к Северному Небесному полюсу, видимой невооружённым глазом с 7 400 года до н. э. В следующий раз полярной звездой Тау Геркулеса будет через приблизительно 18 400 лет.
Другие семь ярких звёзд, претендующих на звание «Полярной»:
- Вега (Лира)
- Альдерамин (Цефей)
- Гамма Цефея (Цефей)
- Альфа Малой Медведицы (Малая Медведица)
- Дельта Лебедя (Лебедь)
- Каппа Дракона (Дракон)
- Тубан (Дракон)

## В китайской астрономии
В китайской астрономии существует выражение 七公 (Qī Gōng), означающее Семь Превосходительств . Оно относится к астеризму, состоящему из τ Геркулеса, 42 Геркулеса, φ Геркулеса, χ Геркулеса, ν¹ Волопаса, μ¹ Волопаса и δ Волопаса. Соответственно, сама τ Геркулеса известна как 七公二 (Qī Gōng èr, англ. the Second Star of Seven Excellencies (Вторая звезда из семи превосходительств).